# Rudolf Friedrichs (Architekt)
Rudolf Friedrichs (* 1860 in Oldenburg, Großherzogtum Oldenburg; † 1924) war ein deutscher Architekt, Kommunalpolitiker und Senator.

## Leben
Friedrichs lebte und arbeitete in Hannover, ab 1903 gehörte er dort dem Bürgervorsteherkollegium an und wurde später dessen Vize-Wortführer. Zwischen 1905 und 1908 arbeitete er in Gemeinschaft mit dem Architekten Rudolf Schröder. Ab 1910 wirkte Friedrichs als unbesoldeter Senator in Hannover.
Friedrichs galt als Spezialist für Kaufhaus- und Warenhausbauten, er war Mitglied im Bund Deutscher Architekten (BDA) und plante auch Bauvorhaben in Herford und Halberstadt.

## Bauten und Entwürfe

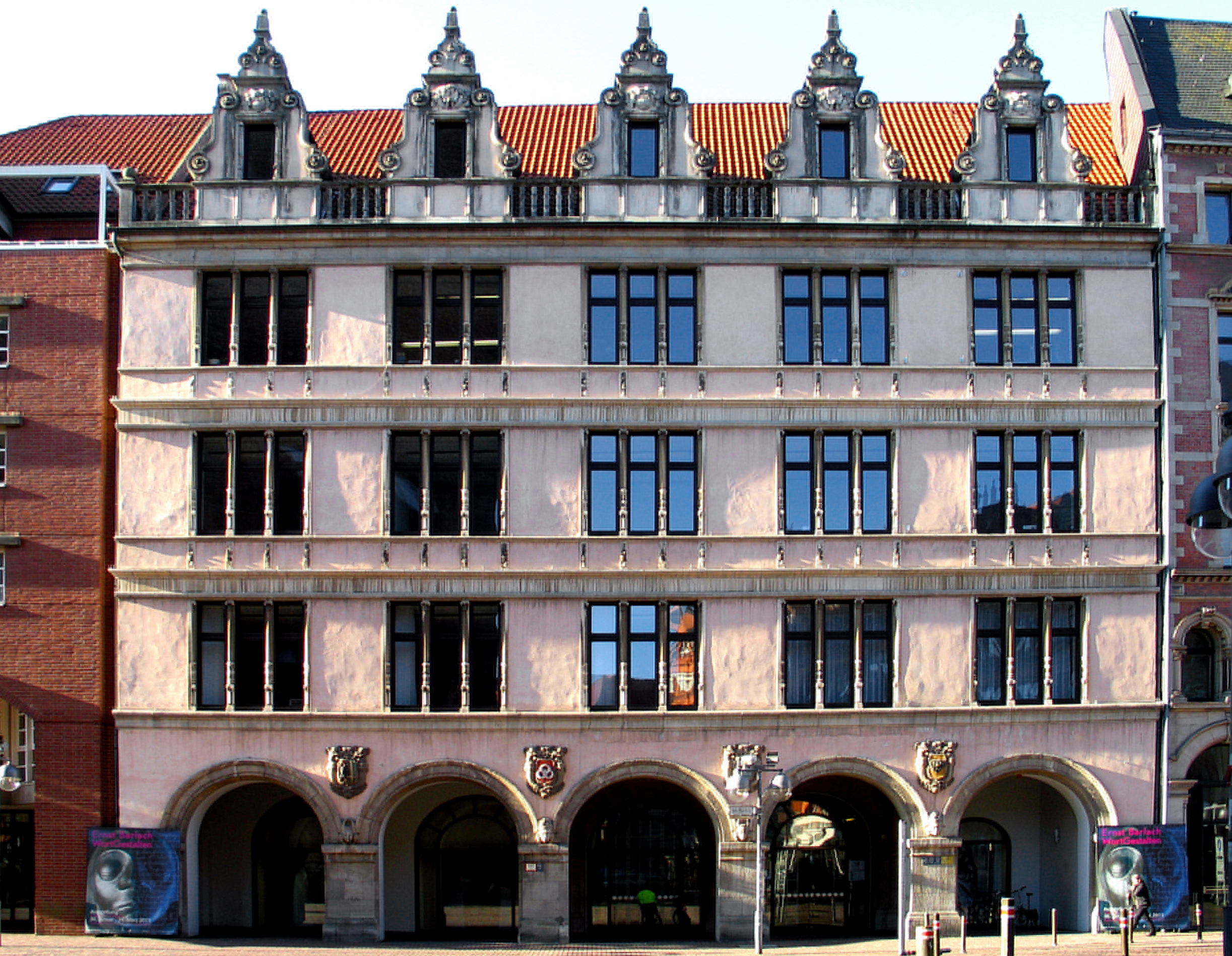
Georg-von-Cölln-Haus in Hannover

- um 1900: Entwurf für eine Badehalle in Hannover (erwähnt in den Bauakten für das Goseriedebad; allerdings wurden bisher weder Beschreibung noch ein Bauplan aufgefunden)[1]
- 1901: Warenhaus Willy Cohn in Halberstadt, Schmiedestraße[5]
- 1908–1910: Wohn- und Geschäftshaus für die Werkzeugmaschinen- und Eisenwaren-Großhandlung Haedge & Richter in Hannover, Lange Laube 30[6]
- 1911–1913: Georg-von-Cölln-Haus in Hannover, Am Markte 8 (in Stahlskelettbauweise; unter Denkmalschutz)[7][8]
- 1914: Gebäude für Rocholl & Heise in Hannover, Georgstraße 24 (heutige Hausnummer)[7]